# Zhansaya Abdumalik
Zhansaya Abdumalik ( cazaque : Жансая Даниярқызы ژбдімулік/Jansaya Daniyarqyzy Äbdimalik ; russo : Жансая́ Дания́ровна Абдумали́к, nascida em 12 de janeiro de 2000) é uma jogadora de xadrez cazaque que detém o título de Grande Mestre (GM). Ela é a primeira mulher do Cazaquistão, e a 39ª mulher no geral, a ganhar o título de GM. Abdumalik tem uma classificação máxima da FIDE de 2.505 e foi classificada como a 11ª posição no mundo entre as mulheres.. 
Abdumalik foi duas vezes campeã mundial juvenil feminina e também campeã mundial júnior feminina. Ela também é duas vezes campeã nacional feminina do Cazaquistão e representou o Cazaquistão em eventos femininos na Olimpíada de Xadrez, no Campeonato Mundial de Xadrez por Equipes e na Copa das Nações Asiáticas de Xadrez. Em 20 de abril de 2022, Zhansaya tornou-se presidente da Federação de Xadrez de Almaty.
Abdumalik começou a jogar xadrez aos cinco anos. Ela emergiu como um prodígio do xadrez, qualificando-se pela primeira vez para o Campeonato Mundial Juvenil feminino aos sete anos e ganhando medalhas de ouro no nível sub-8 aos oito anos e no nível sub-12 aos onze anos. Ela ganhou o título de Grande Mestre Mulher (WGM) aos 14 anos em 2014 e o título de Mestre Internacional (IM) aos 16 anos em 2016. Tendo conquistado anteriormente medalhas de prata e bronze no Campeonato Mundial Júnior feminino sub-20, ela ganhou a medalha de ouro em 2017. Após atingir todas as suas normas para o título de GM em 2017 e 2018, Abdumalik se tornou Grande Mestre em 2021 ao atingir o limite de classificação de 2.500 em Gibraltar na última etapa do Grande Prêmio Feminino da FIDE 2019–21. Ela também teve o melhor desempenho de sua carreira, 2.699 no torneio.